# Larissa Petrik
Larissa Petrik, em russo: Лариса Петрик, (Dolinsk, 28 de agosto de 1949) é uma ex-ginasta soviética que competiu em provas de ginástica artística. 
Larissa fez parte da equipe soviética que conquistou a medalha de ouro por equipes nos Jogos Olímpicos de Cidade do México, em 1968, México.

## Carreira
Iniciando sua carreira internacional em 1964, a ginasta disputou o Campeonato Nacional Soviético, conquistando a medalha de ouro no concurso geral. No ano posterior, no Campeonato Europeu de Sófia, a ginasta foi medalhista de bronze na trave de equilíbrio. No Nacional realizado no mesmo ano, foi apenas nona colocada geral.
Em 1966, no Nacional Soviético, foi medalhista de ouro nas barras, e prata na trave e no geral. Ainda em 1966, no Campeonato Mundial de Dortmund, a ginasta foi prata por equipes, e bronze na trave. No ano posterior, no Pré-Olímpico, foi medalhista de bronze no geral. No evento seguinte, o Nacional Soviético, foi medalhista de prata no geral e trave, e bronze no salto.
Em sua primeira aparição olímpica, nos Jogos Olímpicos de Cidade do México, em 1968, Larissa conquistou a medalha de ouro nos exercícios coletivos, e no solo, empatada com a tcheca Vera Caslavska. Na final individual, foi quarta, e na trave, terminou com a medalha de bronze. Ainda em 1968, no Campeonato Nacional Soviético, foi medalhista de prata, no solo e salto, no geral e na trave, foi bronze. Nos Jogos Universitários de 1969, a ginasta saiu com medalhista de ouro no individual geral. Na edição seguinte, em 1970, a ginasta conquistou o ouro na final individual. Como último evento do ano, deu-se o Campeonato Mundial de Liubliana, Larissa fora medalhista de ouro por equipes, e bronze nos exercícios sobre a trave. No ano posterior, na Copa Soviética, a ginasta foi quarta colocada na final individual.
Após a realização do evento, a ginasta anunciou oficialmente sua aposentadoria do desporto, passando a comentar competições esportivas. Casou-se logo depois, com o campeão olímpico no cavalo com alças, nos Jogos Olímpicos de Munique, Viktor Klimenko, passando a viver em sua cidade natal.

## Principais resultados
| Ano  | Evento                                    | AA                | Equipe           | Salto sobre o cavalo | Trave             | Barras assimétricas | Solo              |
| ---- | ----------------------------------------- | ----------------- | ---------------- | -------------------- | ----------------- | ------------------- | ----------------- |
| 1964 | Campeonato Nacional Soviético             | Medalha de ouro   |                  |                      |                   |                     |                   |
| 1965 | Campeonato Europeu                        |                   |                  |                      |                   |                     | Medalha de bronze |
| 1965 | Campeonato Nacional Soviético             | 9º                |                  |                      |                   |                     |                   |
| 1966 | Campeonato Nacional Soviético             | Medalha de prata  |                  | 6º                   | Medalha de prata  | Medalha de ouro     | Medalha de bronze |
| 1966 | Campeonato Mundial de Ginástica Artística | 6º                | Medalha de prata |                      | Medalha de bronze | 4º                  |                   |
| 1967 | Pré-Olímpico                              | Medalha de bronze |                  |                      |                   |                     |                   |
| 1967 | Campeonato Nacional Soviético             | Medalha de prata  |                  | Medalha de bronze    | Medalha de prata  | 4º                  | 6º                |
| 1968 | Jogos Olímpicos                           | 4º                | Medalha de ouro  |                      | Medalha de bronze |                     | Medalha de ouro   |
| 1968 | Campeonato Nacional Soviético             | Medalha de bronze |                  | Medalha de prata     | Medalha de bronze |                     | Medalha de prata  |
| 1969 | Jogos Universitários                      | Medalha de prata  |                  |                      |                   |                     |                   |
| 1970 | Jogos Universitários                      | Medalha de ouro   |                  |                      |                   |                     |                   |
| 1970 | Campeonato Mundial de Ginástica Artística | 6º                | Medalha de ouro  |                      | Medalha de bronze |                     |                   |
| 1971 | Copa Soviética                            | 4º                |                  |                      |                   |                     |                   |